# Heinrich von Bellegarde
Heinrich von Bellegarde, gróf, (németül: Heinrich Joseph Johannes, Graf von Bellegarde), (Drezda, 1757. augusztus 29. – Bécs, 1845. július 22.) Szász Választófejedelemségben született, az osztrák hadseregbe belépett tábornok, a francia forradalmi és a napóleoni háborúk idején tábornagy, államférfi.

## Származása
A Szász Választófejedelemség fővárosában, Drezdában született. Apja a Savoyából származó Johann Franz von Bellegarde, szász hercegi szolgálatban álló tábornok volt. Anyja Johann Franz felesége, Maria Antonia von Hartig birodalmi grófnő (Reichsgräfin) volt. Apja, aki 1741-ben grófi címet kapott, hadügyminiszteri és főudvarmesteri rangot viselt II. Frigyes Ágost választófejedelem ifjabb gyermekei, az államot kormányzó Franz Xaver von Sachsen (1730–1806) régens herceg és Karl von Sachsen (1733–1796), Kurföld és Semgallen hercege mellett.

## Katonai pályájának kezdete
Heinrich gróf a katonai szolgálatát a szász hadseregben kezdte meg. 1771-ben az osztrák hadseregbe állt be, itt 1785-ben ezredessé léptették elő, itt az 1787-1791-es Habsburg–török háborúban tüntette ki magát a dragonyosok vezetőjeként. 1792-ben vezérőrnagy lett és az első koalíciós háborúban harcolt a holland hadjáratokban (1793-1794). Altábornagyi kinevezése után Károly főherceg vezérkari tisztjeként  Németországban harcolt. Elkísérte Károlyt Itáliába a következő évben. Ő is részt vett a rastatti kongresszuson.
1799-ben  Kelet-Svájcban annak a hadtestnek a parancsnoka lett, amely összekötötte Károly főherceg seregét Alekszandr Szuvorov hadával, végül csatlakozott az utóbbihoz Észak-Itáliában. Ő vezényelte az ostromot Alessandria fellegvára ellen, és jelen volt döntő novi csatában. Miután az osztrákok vereséget szenvedtek a marengói csatában (ahol bátyja, Friedrich Bellegarde parancsolt egy dandárt), I.Ferenc Itáliában kinevezte őt a lovassági tábornoknak. December 25-én, a francia sereg legyőzte őt a pozzolói csatában.

## A napóleoni háborúkban
1805-ben, amikor Károly főherceg eltávozott az olasz főparancsnoki posztról, Bellegarde a Haditanács ideiglenes elnöke lett. Hamarosan ismét a csatamezőre került, és a caldierói véres csatában  az osztrák jobbszárnyat vezette.
Az ötödik koalíciós háború idején  az I. hadtestet vezette. Ő felügyelte a II. hadtestet, amely szintén a Duna északi partját védte. Miután seregét elvágták Károly főhercegtől, ez vezetett a vesztes eckmühli csatához, visszavonult Csehországba , de sikerült csatlakoznia a fősereghez a Bécs melletti nagy csaták előtt. Ő vezette az I. hadtestet az aspern-esslingi és a wagrami csatában. 1809-es háború után tábornaggyá nevezték ki. 1809-1813 között Galícia kormányzó-tábornoka és az Udvari Haditanács elnöke volt. A Haditanács elnökeként elsősorban az az osztrák hadsereg 1810-es átszervezésén dolgozott.
1813-ban, 1814-ben és 1815-ben az osztrák hadsereget vezette Itáliában. Egyaránt sikert ért el diplomáciai téren és katonai hadműveletekkel is, megakadályozta Joachim Murat utolsó kísérletét, hogy visszaszerezze a Nápolyi Királyságot 1815-ben. 1815 és 1816 között Lombardia és Velence osztrák alkirálya. 1816-1825 között különböző polgári és katonai posztokat töltött be. 1820–1825 között ismét az Udvari Haditanács elnöke volt. Gyengülő látása miatt ezután már kénytelen volt nyugállományba vonulni.
Bécsben hunyt el 1845. július 22-én.

## Fordítás
- Ez a szócikk részben vagy egészben  a   Count Heinrich von Bellegarde című angol Wikipédia-szócikk fordításán alapul.  Az eredeti cikk szerkesztőit annak laptörténete sorolja fel. Ez a jelzés csupán a megfogalmazás eredetét és a szerzői jogokat jelzi, nem szolgál a cikkben szereplő információk forrásmegjelöléseként.